# Julián Berrendero
Julián Berrendero Martín (* 8. dubna 1912 San Agustín del Guadalix – 1. srpna 1995 Madrid) byl španělský cyklista. Měl přezdívku El negro de los ojos azules (Modrooký černoch).
V roce 1935 vyhrál závody Kolem Galicie a Kolem Kastilie. V roce 1936 skončil jedenáctý na Tour de France a vyhrál vrchařskou soutěž. Byl stoupencem republikánů a po nástupu Francisca Franca k moci uprchl do Francie. V roce 1939 se vrátil do Španělska, kde byl zatčen a půldruhého roku strávil v pracovním táboře.
Vyhrál celkovou klasifikaci na Vuelta a España v letech 1941 a 1942, v roce 1945 skončil na druhém místě a vyhrál soutěž vrchařů, v roce 1946 byl opět druhý. Třikrát se stal mistrem Španělska v silničním jednorázovém závodě (1942, 1943 a 1944) a dvakrát v cyklokrosu (1942 a 1944). Vyhrál závody Circuito de Getxo 1941 a 1944, Volta a Catalunya 1943 a 1946 a Clásica de los Puertos 1944 a 1947. Sportovní kariéru ukončil v roce 1949.
Jeho synovcem byl cyklista José Herrero Berrendero.